# エリ・コーヘン (スパイ)
エリ・コーヘン（Eli Cohen、ヘブライ語: אלי כהן‎）として広く知られた、エリヤフ・ベン＝シャウル・コーヘン（Eliyahu Ben-Shaul Cohen、ヘブライ語: אֱלִיָּהוּ בֵּן  שָׁאוּל כֹּהֵן‎‎、 アラビア語: إيلي كوهين‎、1924年12月26日 - 1965年5月18日）は、イスラエルのスパイ。1961年から1965年にかけてシリアでスパイ活動を行ったことがよく知られており、当時のコーヘンはシリアの政治や軍事の中枢部と親密な関係を結び、国防大臣の首席顧問にもなっていた。
シリアの公安当局はスパイ行為を暴いてコーヘンを逮捕し、戦争前の戒厳がしかれる中で有罪判決を下して、死刑を宣告し、1965年に処刑を執行した。逮捕される前にコーヘンが集めた情報は、第三次中東戦争（六日戦争）におけるイスラエルの勝利に重要な役割を果たしたとされた。

## 生い立ちと初期の経歴
エリ・コーヘンは、1924年に、エジプト王国のアレクサンドリアで、熱心なユダヤ教信者でシオニズム信奉者の家庭に生まれた。父親は、1914年にアレッポから当地へ移り住んでいた。1947年1月、コーヘンは、ユダヤ教徒の青年に課されていた分担金を支払う代わりに、兵役に就くことを選択したが、忠誠心に疑義があるとして兵役不適格と宣告された。その同じ年のうちに、ムスリム同胞団から迫害されたコーヘンは、大学を辞め、もっぱら自宅で学ぶことになった。
イスラエルが建国された初期には、数多くのユダヤ人の家族がエジプトを離れた。コーヘンの両親や3人の兄弟たちは1949年にイスラエルへと向かったが、コーヘンは電気工学の学位を修了するため、また、ユダヤ人、シオニストとしての活動に協力するため、エジプトに残った。1951年、軍事クーデター後、反シオニズム運動が始まり、コーヘンはシオニズム活動を理由に逮捕され、尋問された。コーヘンは、1950年代のエジプトで、イスラエルの様々なスパイ活動に関わっていたが、エジプト政府は、コーヘンが、イスラエルがエジプト国内のユダヤ人を敵対感情が高まっていたエジプトからイスラエルへと密かに脱出させるゴシェン作戦に関わっていたと証明することも、証拠をつかむこともできなかった。1955年、イスラエルの秘密警察が組織したユダヤ人エジプト市民から成る破壊工作部隊が、母国エジプトに敵対する作戦として、エジプトと西側諸国との関係を悪化させることを企図したスザンナ作戦に乗り出した。彼らは、アメリカ合衆国やイギリスの関連施設を爆破し、それをエジプト人の仕業に見せかけようとした。この一件はラヴォン事件と称される。エジプト当局は、スパイたちのつながりを摘発し、裁判に結果、このグループの2人が死刑判決を受けた。コーヘンは、この部隊を支援しており、関わりもあったが、摘発されたスパイたちとコーエンを結びつけるものは発見されなかった。
1956年の第二次中東戦争（スエズ危機）後、エジプト政府はユダヤ人への迫害を強め、多数のユダヤ人を国外に追放した。この年の12月、コーヘンは出国を余儀なくされた。イスラエル支援ユダヤ機構に援助されたコーヘンは、イスラエルへ移民することとなり、イタリアのナポリから船でイスラエルのハイファに到着した。1957年、コーヘンはイスラエル国防軍に徴兵され、参謀本部諜報局に配属され、防諜分析の担当となった。この任務を退屈だと感じたコーヘンは、モサド（イスラエル諜報特務庁）に加わることを望んだ。しかし、モサドはコーヘンを拒み、怒ったコーヘンは軍の防諜の職を辞してしまう。その後の2年間、彼はテルアビブの保険会社でファイリングの仕事に就いていた。1959年、彼は、イラク出身のユダヤ人移民で、作家サミー・ミハエルの妹であるナディア・マジャルド (Nadia Majald) と結婚した。ふたりの間には、ソフィー (Sophie)、イリット (Irit)、シャイ (Shai) が生まれ、一家はバト・ヤムに定住した。
モサドは、メイア・アミットが長官となった後、シリア政府に侵入させる特務員の候補を探したが適任者を見出せずにいたが、過去に拒んだ候補者のリストの中からコーヘンの名を見つけ、彼に目をつけた。2週間にわたる監視調査を経て、コーヘンは採用、訓練に適していると判断された。コーヘンは、モサドが採用することになったと告げられ、モサドの訓練施設で6ヶ月の集中訓練を受けた。コーヘンの卒業報告書には、彼がカツァ、すなわち、現場の諜報員として必要なすべての資質を備えていると記されていた。
コーヘンには、アルゼンチンに長く住んだ後、帰国してきたシリア人のビジネスマンという、偽のアイデンティティが与えられた。この設定を確かなものとするため、コーヘンは1961年にアルゼンチンへと移り住んだ。

## シリア

### ダマスカスへの旅
コーヘンは、カメル・アミーン・ターベット（Kamel Amin Thaabet、アラビア語: كامل أمين ثابت）という偽名を名乗り、1962年2月にダマスカスへ赴いた。

### 潜入と信頼の獲得
コーヘンが、シリアの中枢を占める高位の政治家や、軍幹部、影響力の大きい公人、駐在外交団などに接近して、関係を取り結ぶために用いた戦術は、モサドによって慎重に計画されていた。
コーヘンは、アルゼンチンにいた時と同じように社交生活を続け、カフェで時間を過ごしながら、政治的ゴシップに耳を傾けた。彼はまた、シリアの閣僚やビジネスマンら地位の高い人々を招いて自宅でパーティーを開き、やがてそれは乱交に至り、客たちはコーヘンのアパートを使って「様々な女性たちとの密会し、相手をする女性たちの中には国防大臣の秘書、航空会社の客室乗務員、シリアの人気歌手などもいた」という。こうしたパーティーでは、高官たちは「自分たちの職務や陸軍の計画などについても自由に話していた。コーヘンは素面でいながら、しばしば酔っ払ったふりをして、注意深く話しに耳を傾けた。政府高官に金を貸すこともあり、さらに熱心なホストとして振る舞い、彼が無料で提供するアルコールで酔っ払った政府高官たちもコーヘンに助言を求めるようなことがあった。コーヘン自身も、スパイ生活のわいせつな部分と無縁ではなかった。彼はシリアで17人の愛人をもち、そのいずれも有力な一族出身の目も眩むような美人ばかりであった」という。一説によると、コーヘンは、後のシリア大統領アミーン・アル＝ハーフィズと友情を結んだともいう。
2001年のアルジャジーラによるインタビューで、ハーフィズは、コーヘンと自分の関係を親密ではなかったとした。ハーフィズは、自分は1962年までモスクワにいたので、そのような友人関係があったはずもないと語っている。ハーフィズがシリアの首相になると、コーヘンは、国防副大臣の候補者に名が挙がるほどになったともいうが、ハーフィズの秘書官はそのようなことはなかったと否定している。

### 収集された情報

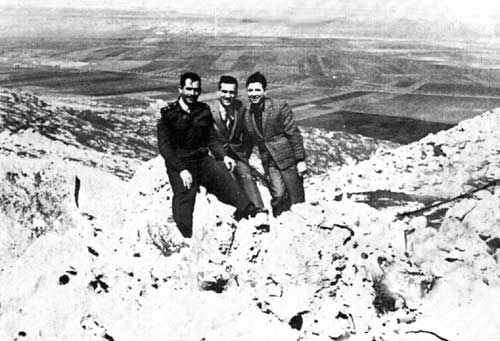
ゴラン高原におけるコーヘン（中央）。

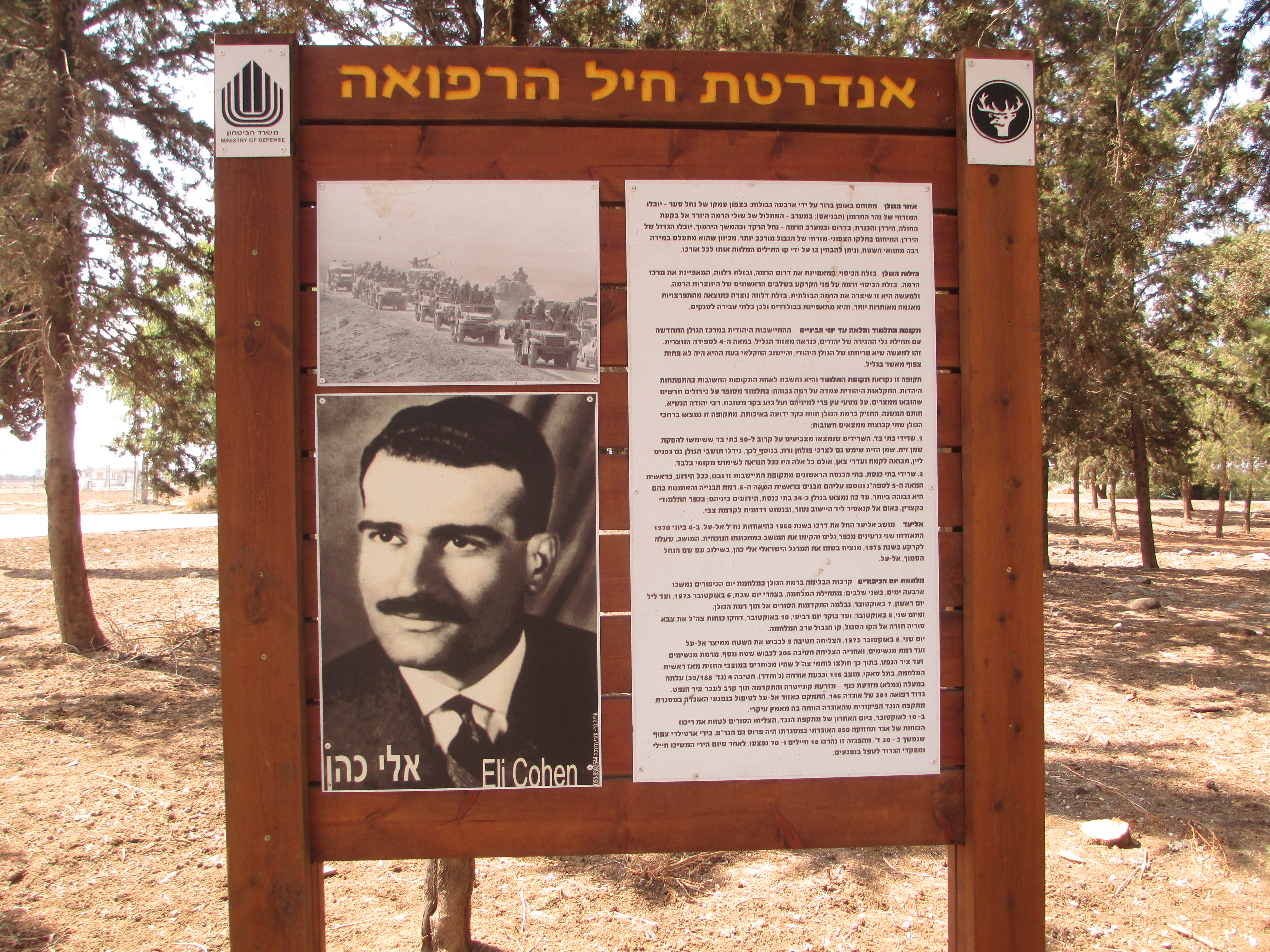
ゴラン高原に展開する第281医療部隊の看板に紹介されているコーヘン。

1961年から1965年にかけての4年間、コーヘンは、幅広い種類の情報をイスラエル陸軍に提供していた。コーヘンはそうした情報を、電波や秘密の書簡を使って送り、時には自ら直接伝えており、密かにイスラエルに赴いたことも3回あった。
1962年にはシリアにて秘密警察を訓練していた元・ナチスのアドルフ・アイヒマンの補佐官・アロイス・ブルンナーに爆弾が同封された手紙を送るため情報を提供している。
最も有名な成果は、ゴラン高原をまわる旅行で、そこで彼はシリア側の要塞化についての情報を収集した。直射日光にさらされている兵士たちに同情するふりをして、コーヘンは陣地が築かれている場所に植樹をしていった。第三次中東戦争（六日戦争）の際には、イスラエル軍はこの植樹された木を目印に攻撃を仕掛け、比較的容易に2日間でゴラン高原を手中に収めることができた。コーヘンはシリア南部の辺境地域を何度も訪れ、シリア軍陣地の写真やスケッチを提供した。
コーヘンは、シリアが密かに計画していた3列の連続線を成す掩体壕や迫撃砲陣地の列についても情報を得ていたが、彼がいなければイスラエル国防軍は1列分と衝突することしか想定していなかったであろう。

### 露見
新任のシリア軍情報大佐アフメド・スエダニ (Ahmed Su'edani) は、誰のことも信用しない人物であり、コーヘンを嫌っていた。このためコーヘンは活動が露見することを恐れ、1964年、情報伝達とともに3人目の子供の出産に立ち会うため最後にイスラエルへ密行した際に、シリアでの任務をやめたいと訴えた。しかし、イスラエルの情報当局は、もう一度シリアに戻るよう求め、コーヘンは妻に、後1回だけシリアに行けば、その後はずっと帰ってくると約束した。
1965年1月、政府の高級幹部の中に潜む裏切り者を見つけるシリア側の取り組みが一段と進んだ。ソビエト連邦製の電波探知機を用い、ソビエトの専門家の支援も受けて、発信封止が守られている間、何らかの非合法な電波が発信されていれば、それを特定することができるようになっていた。大量の通信妨害による電波障害が探査され、発信元が特定されてゆき、1月24日にシリアの公安当局がコーヘンのアパートに突入して、まさにイスラエルへの通信の最中だったコーヘンを逮捕した。

## 死刑の宣告

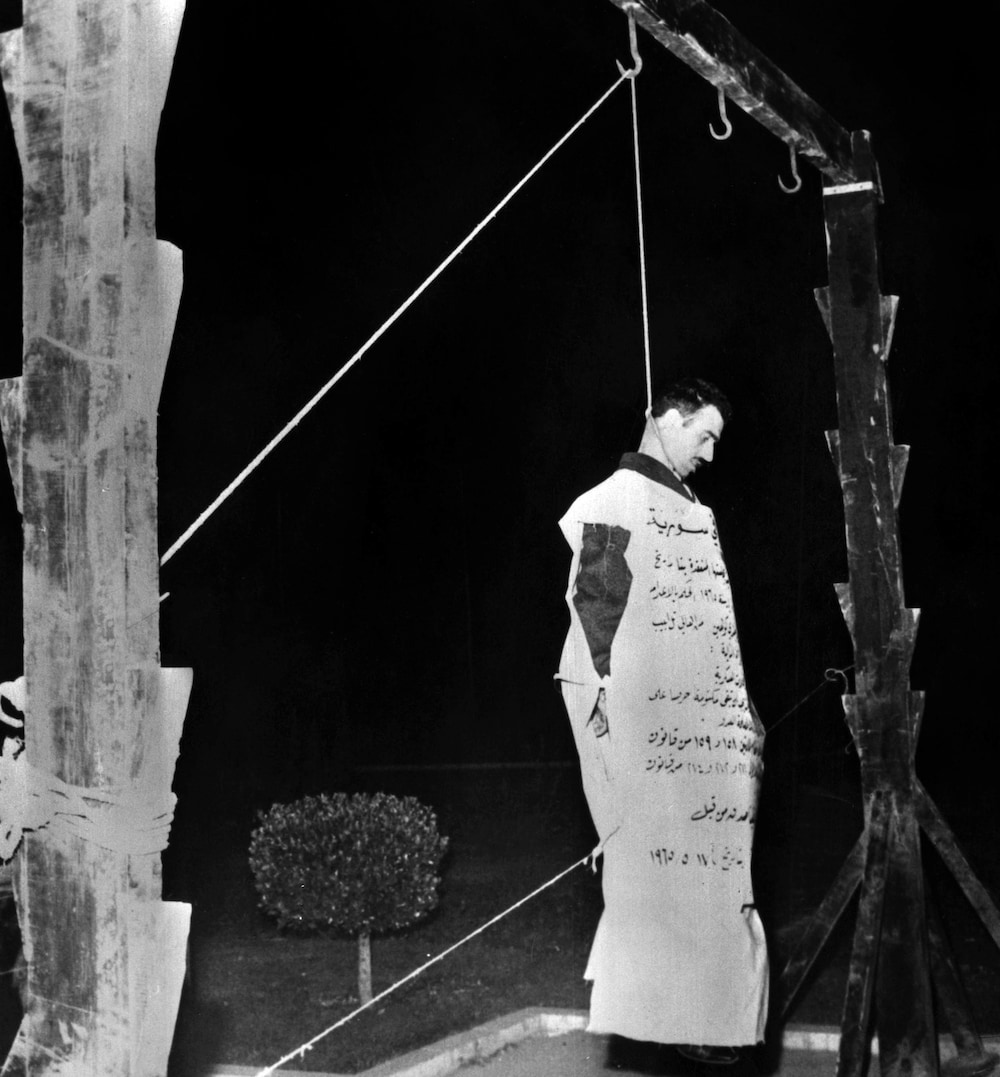
1965年5月18日、ダマスカスのマルジェ広場で公開絞首刑に処されたエリ・コーヘン。

軍事法廷で裁かれたコーヘンは、スパイ罪で有罪となり「戒厳令」に基づいて死刑が宣告された。コーヘンは繰り返し尋問を受け、拷問されたという。イスラエルは、恩赦を求める国際的なキャンペーンを展開し、処刑をやめるようシリア人たちを説得しようとした。イスラエルの外務大臣ゴルダ・メイアはキャンペーンを主導し、コーヘンを処刑すればどのような帰結を迎えるかダマスカス政府に考えさせるよう国際社会に訴えた。様々な外交官たちや、各国の首相、さらには教皇パウロ6世も働きかけに関わった。メイアは、ソビエト連邦にも訴えた。こうした国際的な働きかけや、フランス、ベルギー、カナダの政府代表が死刑判決の見直しを求めたにもかかわらず、死刑判決はそのまま維持された。
1965年5月15日、コーヘンは最後の手紙に次のように記した。
... お願いだからナディア、お前の時間を過ぎ去ったもののために涙を流すために使ったりしないでおくれ。自分のことに集中して、より良い未来を探して前を向きなさい！
1965年5月18日、コーヘンは、ダマスカスのマルジェ広場で公開絞首刑に処された。処刑当日、ラビと面会したいというコーヘンの最後の願いは、刑務所当局から認められた。マルジェ広場まで連れていかれるトラックの中で、彼はシリアの長老ラビであったニッシム・アンダボ (Nissim Andabo) に付き添われた。

## 埋葬
1965年11月、コーヘンの未亡人ナディアは、当時シリアの国防大臣だった、後の大統領ハーフィズ・アル＝アサドに書簡を送り、亡夫の行動への赦しを求め、遺骸を引き取りたいと訴えた。2007年2月、トルコ政府が、コーヘンの遺骸をシリアから遺族のもとに返還するにあたって仲介に入る用意があることを確認した。
2008年8月、既に死去していたハーフィズ・アル＝アサドの側近であったモンティール・マオシリー (Monthir Maosily) が、コーヘンの埋葬地は分からなくなっていると語り、処刑されたコーヘンの遺骸をイスラエルに持ち帰ろうとする特殊作戦が行われることを警戒したシリア側が改葬を重ね、遺骸は3回埋葬されたと述べた。2012年の時点でも、遺骸をイスラエルに返還してほしいという遺族の願いはシリア当局から拒まれたままである。遺骸返還の運動は、元々はコーヘンのきょうだい、アブラハム (Abraham) とモーリス (Maurice) が主導していた。モーリスは2006年に死去した。以降は、エリの未亡人ナディアが運動を率いている
2016年9月20日、処刑されたコーヘンの死体を撮影したビデオが無名のシリア人グループ「Syrian art treasures」によってFacebookに投稿された。それまで、処刑時のビデオが存在することは知られていなかった。
2018年7月5日、メディアは、エリ・コーヘンの腕時計がシリアから回収されたと報じた。エリの未亡人は、その数か月前からこの時計が売りに出されており、モサドがこれを入手しようとしていたと述べた。その後、モサドの長官ヨシ・コーヘンが、式典を開いてこの時計を遺族に寄贈した。この時計はその後、モサドの本部で展示されるようになった。
2019年4月15日、イスラエルの数社の通信社が、コーヘンの遺骸がシリアで掘り起こされ、ロシアの代表団がダマスカスから持ち出したとする未確認情報があることを報じた。

## 遺されたもの

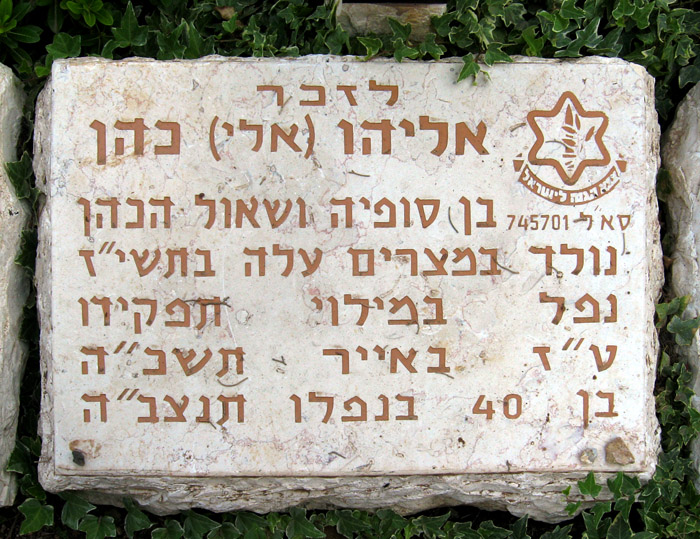
エルサレムのヘルツルの丘にある作戦行動中行方不明者の園に置かれたエリヤフ（エリ）・コーヘンを記念する石碑。

コーヘンは、死後にイスラエルの国家的英雄となった。数多くの街路や地区の名称が、彼にちなんで命名された。息子のバル・ミツワー（ユダヤ教の成人の儀式）が1977年におこなわれた際には、当時のイスラエルの首相メナヘム・ベギンをはじめ、国防大臣エゼル・ヴァイツマン、参謀総長モルデハイ・グルやモサド関係者らが立ち会った。エルサレムのヘルツルの丘にある作戦行動中行方不明者の園には、コーヘンを記念する石碑が置かれた。

## 映像作品でのコーヘン
テレビ映画『The Impossible Spy (המרגל הישראלי בדמשק)』は、コーヘンの生涯を描いたものである。日本では『スパイ伝説 不可能に挑んだ男』の題名でビデオ発売された。
2019年9月6日配信のNetflix のシリーズ『ザ・スパイ -エリ・コーエン-』では俳優のサシャ・バロン・コーエンがコーヘンを演じる。